# Parodia tenuicylindrica
Parodia tenuicylindrica ist eine Pflanzenart aus der Gattung Parodia in der Familie der Kakteengewächse (Cactaceae). Das Artepitheton taratensis leitet sich von den lateinischen Worten tenuis für ‚schlank‘ sowie cylindricus für ‚zylindrisch‘ ab und verweist auf die schlanken zylindrischen Triebe der Art.

## Beschreibung
Parodia tenuicylindrica wächst einzeln. Die grünen bis blaugrünen zylindrischen Triebe erreichen Wuchshöhen von 4 bis 8 Zentimeter (selten bis 14 Zentimeter) und Durchmesser von 2 bis 3 Zentimeter. Die 13 bis 21 gekerbten Rippen sind in Höcker untergliedert. Die auf den Höckerspitzen befindlichen Areolen sind mit weißer Wolle besetzt. Die geraden Dornen sind kräftig, stechend und nadelig. Die zwei bis vier bräunlich roten Mitteldornen weisen Längen von 0,3 bis 0,6 Zentimeter (selten bis 1,5 Zentimeter) auf. Der unterste von ihnen ist gelegentlich mehr oder weniger kräftig gehakt. Die zehn bis 15 hellgelben Randdornen sind 0,3 bis 0,4 Zentimeter lang.
Die leuchtend zitronengelben Blüten erreichen Längen von 2,5 bis 3 Zentimeter und Durchmesser von 4 bis 5 Zentimeter. Ihr Perikarpell und die Blütenröhre sind fast gänzlich mit weißer Wolle und gelben Borsten besetzt. Die Narben sind purpurfarben. Die gelblich grünen Früchte enthalten längliche schwarze Samen, die gehöckert sind.

## Verbreitung, Systematik und Gefährdung
Parodia tenuicylindrica ist im brasilianischen Bundesstaat Rio Grande do Sul sowie in Uruguay in den Departamentos Rivera, Artigas, Salto und Tacuarembó verbreitet.
Die Erstbeschreibung als Notocactus tenuicylindricus durch Friedrich Ritter wurde 1970 veröffentlicht. David Richard Hunt stellte die Art 1997 in die Gattung Parodia. Ein weiteres nomenklatorisches Synonym ist Notocactus minimus var. tenuicylindricus (F.Ritter) Havlíček (1989).
In der Roten Liste gefährdeter Arten der IUCN wird die Art als „Endangered (EN)“, d. h. als stark gefährdet geführt.

## Nachweise